# Argaki
Argaki / Akçay es un pueblo situado a dos kilómetros al noroeste de Katokopia / Zümrütköy y a cinco al sureste de la ciudad de Morphou / Güzelyurt.
Argaki significa "pequeño arroyo" en griego. Los Turcochipriotas cambiaron el nombre a Akçay en 1975, lo que significa "pequeño arroyo blanco."

## Conflicto Intercomunal
Argaki había sido un pueblo mixto. En el censo otomano de 1831, los cristianos (grecochipriotas) constituían la mayoría de los habitantes (60% - 73 varones). En 1891 este porcentaje aumentó a 74% (329 de ambos sexos). A lo largo del período británico, mientras que la población grecochipriota se incrementó de manera significativa, la turcochipriota se mantuvo o disminuyó. En 1960, la población grecochipriota era de 1219 mientras que la turcochipriota era de 72.
En enero de 1964, 72 turcochipriotas se ven forzados a abandonar la localidad.
En agosto de 1974, los grecochipriotas de Argaki huyeron de la aldea ante el avance del ejército turco. Una gran parte de estos fueron reasentados en Acheleia, Kato Polemidia y Pano Polemidia. El número de desplazados de Argaki / Akçay fue de aproximadamente 1.550.

## Población actual
Actualmente el pueblo está habitado principalmente por los turcochipriotas desplazados de Potamia / Dereli, Dali y Agios Sozomenos / Arpalık, pueblos del distrito de Nicosia.
Los habitantes turcochipriotas originales de la aldea también siguen viviendo allí. Además, algunas familias procedentes de Turquía se establecieron entre 1976 y 1977. Durante las temporadas de la cosecha de naranja, el pueblo también alberga muchos trabajadores agrícolas de temporada del sudeste de Turquía. Por lo general se alojan en tiendas de campaña o alojamiento prefabricadas, específicamente construido para ellos, que generalmente se encuentra en los huertos de naranjos en las que trabajan.